# Hibiscus mangindranensis
Hibiscus mangindranensis är en malvaväxtart som beskrevs av Bénédict Pierre Georges Hochreutiner. Hibiscus mangindranensis ingår i Hibiskussläktet som ingår i familjen malvaväxter. Inga underarter finns listade i Catalogue of Life.